# فتح أباد (كاشان)
فتح أباد هي قرية في مقاطعة كاشان، إيران. عدد سكان هذه القرية هو 159 في سنة 2006.